# Hockerton
Hockerton – wieś w hrabstwie Nottinghamshire w regionie East Midlands w Wielkiej Brytanii, położona 2 mile od miasta Southwell przy drodze A617 łączącej Newark-on-Trent i Mansfield. 
We wsi znajduje się niespełna 60 domów, kościół, pub Spread Eagle i urząd wiejski. Wśród domostw znajdują się zarówno budynki neutralne pod względem emisji dwutlenku węgla do atmosfery (ang. carbon neutral) należące do zespołu Hockerton Housing Project, jak również przekształcone na domy mieszkalne stodoły z lat 60. i 70. XX w. i starsze. Jednonawowy kościół parafialny pod wezwaniem St Nicolas jest zabytkiem architektury normańskiej z XIV-wiecznym prezbiterium i od 1961 jest sklasyfikowany jako zabytek stopnia II*.
Mieszczący się we wsi Hockerton Housing Project jest pierwszym w Wielkiej Brytanii samowystarczalnym założeniem ekologicznym z ciągiem budynków przykrytym ziemią.
W 2006 grupa mieszkańców utworzyła spółdzielnię Sustainable Hockerton Limited, która m.in. zorganizowała zamontowanie we wsi turbiny wiatrowej generującej elektryczność dla wsi, zaś nadmiar zwracany był do sieci, co do 2013 roku przyniosło wsi dochód ponad 11 tys. funtów.

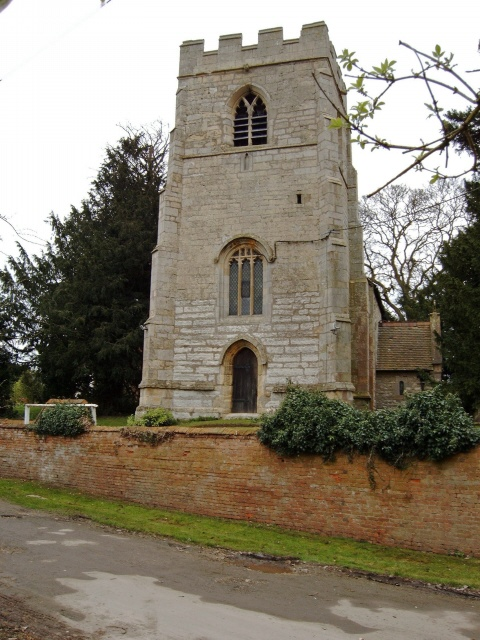
Kościół St Nicholas w Hockerton
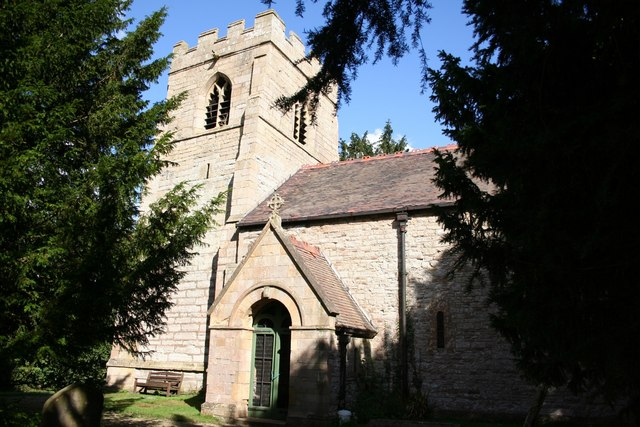
Kościół St Nicholas w Hockerton